# Dead Rising
Dead Rising é um jogo eletrônico de Survival horror com elementos de ação-aventura e RPG desenvolvido pela Capcom e produzido por Keiji Inafune. Originalmente o jogo foi desenvolvido como um título exclusivo para o console da Microsoft Xbox 360, em julho de 2008, foi anunciado que o jogo estaria sendo portado para o Nintendo Wii, sob o título de Dead Rising: Chop Till You Drop. A versão do jogo para o Xbox 360 foi lançada em 8 de agosto de 2006 na América do Norte e em 28 de setembro de 2006 no Japão. O jogo se tornou um sucesso, recebendo análises favoráveis e altos números de vendas. O jogo foi relançado sob a linha "Platinum Hits", e uma versão do jogo para celulares foi realizada. Como parte do aniversário de 10 anos de Dead Rising, portes do jogo para Microsoft Windows, PlayStation 4 e Xbox One foram anunciados em julho de 2016 para serem lançado em setembro de 2016.
A história do jogo envolve Frank West, um foto jornalista que investiga um incidente, na cidade fictícia de Willamette, Colorado, a qual é infestada por zumbis. Frank deve se defender dos ataques dos zumbis, salvando os sobreviventes e descobrindo as verdades escondidas sobre o incidente. O jogador controla Frank em sua exploração pelo shopping, utilizando qualquer objeto como arma. O jogador pode competir em missões opcionais para ganhar pontos de experiência e ganhar habilidades especiais. O jogo foi desenvolvido para disponibilizar diversos finais alternativos, que são expostos de acordo com as decisões do jogador durante o jogo.

## Desenvolvimento
As principais influências do jogo foram os filmes de zumbis dos anos 60 e 70, especialmente os de George Romero. Keiji Inafune queria mostrar um lado mais cômico dos zumbis, ao contrario do lado sombrio demonstrado na série Resident Evil.
Uma demo jogável foi lançada no Xbox Live Marketplace para download no Xbox 360 em 4 de agosto de 2006.
Em 4 de março de 2007, um CD disponibilizando a trilha sonora do jogo escrita por Hideki Okugawa e Marika Suzuki,foi lançada como edição limitada de apenas 2.000 cópias. A trilha sonora acompanhava uma camisa com a imagem de Frank, Isabela, e uma vista da saída do shopping.
Em julho de 2008, a Famitsu anuncia o port do jogo para o Wii.

### Desenvolvimento do personagem
Keiji Inafune, o designer de Mega Man e Dead Rising, queria que o personagem principal fosse diferente dos personagens principais típicos em jogos japoneses.
A aparência de Frank pode ser alterada de acordo com as visitas das muitas lojas espalhadas pelo shopping. Muito das opções de customização são referencias a outros jogos da Capcom, entre eles Ghost'n Goblins e Megaman X.

## História
Frank West, um fotojornalista, vai a cidade fictícia Willamette, no estado americano do Colorado. Frank vem a cidade de helicóptero, dirigido por Ed DeLuca, um amigo. Logo que chega, percebe que há militares fechando as entradas da cidade e logo desconfia que algo está fora de controle.
O helicóptero de Frank, sobrevoa o estacionamento do shopping regional (que é citado como o único atrativo da cidade.), e é percebível que há uma multidão de pessoas cercando a entrada. Frank pede ao piloto para deixá-lo no telhado para que ele fotografe o local mais de perto e descobrir o que está acontecendo, e que se não estiver no telhado em três dias, Ed pode partir sem ele. Ed concorda e ambos são atacados pelos helicópteros militares. Apesar de tudo, Frank consegue entrar no heliporto do Shopping.
Logo ao chegar no shopping encontra com um homem estranho, chamado Carlito Keyes. Depois de uma curta conversa, os dois se separam e Frank entra no shopping. Logo que chega no saguão principal, Frank conhece algumas pessoas, entre elas um homem velho (que durante o jogo, é descoberto que ele é um dos doutores responsáveis por esse incidentes). Uma senhora que estava procurando sua cadela, a vê do lado de fora da entrada, que está com barricadas. Ela abre, e com consequência, os zumbis conseguem entrar no shopping e todos são atacados.
Frank é acudido por um homem que o chama para a sala de Segurança. Lá ele encontra com Brad Garrinson e Jessica McCarney, dois seguranças públicos; Otis, zelador do Shopping que dá a Frank um comunicador para que Frank executa escoltas de sobreviventes e um mapa do Shopping Center, ele também diz a Frank que para ir ao shopping, precisa entrar pelo duto de ar. Brad, Otis e Jessica estão tentando resgatar um velho doutor que foi visto no saguão, Dr. Russell Barnaby.
Mais tarde, ao chegar na praça de alimentação, Frank encontra Brad trocando tiros com Carlito, o homem que viu no heliporto. Após ferir seriamente Carlitos, Frank e Brad tentam convencer Barnaby a ir com eles para a sala de segurança. o velhinho recusa e fica dentro de uma livraria.
Mais tarde as câmeras de segurança registram Carlito captura Barnaby. Frank e Brad enfrentam novamente Carlito e o derrotam, mas este fere mortalmente Brad. Frank tem que buscar um remédio para Brad em um supermercado. Ao chegar lá, Frank dá de cara com Steve Chapman, o dono do super mercado que enlouqueceu com surto zumbi, que prendeu a irmã caçula de Carlito, Isabela Keyes, em uma carrinho de supermercado totalmente equipado com armas. Depois de derrota-lo, Isabela foge e Frank consegue o remédio que teve ser dado à Brad e descobre que Barnaby é um dos doutores responsáveis pela criação do vírus zumbi, pois trabalhava em um laboratório numa cidade centro americana fictícia de Santa Cabeza, cidade onde Isabela e Carlito moravam. Ele confessa a Frank que produziu o vírus para produzir maior número de cabeças de gado com rainhas insetos (que podem ser usadas como arma durante o jogo), mas na verdade, ele transformava os animais em zumbis. Conta também que uma das rainhas escapou e infectou a cidade. O Governo Americano então iniciou uma missão de varretura, matando todos os infectados, encobrindo com a história de que travaram tiros com traficantes de narcóticos. Carlito, irritado com o massacre de sua família, infectou Willamette. Após contar essa história, Barnaby falece por causa do vírus e se transforma em zumbi, mas é baleado na cabeça por Brad.
Isabela conta que Carlito escondeu cinco bombas no estacionamento do shopping e, quando forem detonadas, a explosão impulsionará as larvas das rainhas pela atmosfera dos Estados Unidos, causando uma epidemia quase sem cura.
Frank desce ao estacionamento e tem dois desafios: impedir que as bombas detonem o prédio e derrotar Carlits que dirige um carro de processamento de carne. Frank consegue detê-lo mas Carlito o ataca com uma pistola. Brad aparece e manda Frank Coletar o resto das bombas. Elas detonam na entrada do elevador, enquanto isso, Carlito joga Brad no meio de uma horda de zumbis e escapa do estacionamento. Ao chegar no local onde Brad estava, Frank vê que Brad se "zumibificou" e o mata com um tiro na barriga.
Mais tarde, Isabela diz a Frank e Jessie que Carlito tem um esconderijo no shopping, e nele, existe um Notebook contendo informações sobre o vírus e um aparelho que impede que Jessie fale com os militares.
Jessie vê Carlito sendo puxado pelas pernas por um psicopata chamado Larry Chiang, um açougueiro, que o leva para uma área de processamento de carne, no estacionamento. Frank mata Larry e diz a Carlito que  plano acabou, que esse apagou todas as informações úteis para este. Carlito, então, dá a Frank um medalhão com uma foto da família dele e de Isabela, dizendo que ele contém a senha do notebook. Mais tarde, Jessie avisa Frank que fez um pedido de socorro para os militares, mas eles recusaram e disseram que irão destruir todas as provas incriminatórias: humanos, zumbis, arquivos, tudo. Frank faz o seu caminho de volta para a sala de segurança, e encontra vazia, exceto por dois soldados mortos por Jessie, agora "zumbificada" pelo do ataque de Barnaby. Um recado revela que Otis comandou um helicóptero das Forças Especiais e o levou e possivelmente alguns outros para a segurança. Depois de evitar a captura pelo soldados das Forças Especiais,

## Finais
Caso tome certas escolhas, você presenciará finais diferentes. Eis são:
Final A (Conclua todos os casos, fale com Isabela às 10 da manhã e retorne ao heliporto para pegar o helicóptero): Frank faz o seu caminho de volta para o esconderijo de Carlito e pede Isabela para ir com ele até o heliporto, mas ela se recusa. Então, o personagem faz o seu caminho de volta para o heliponto para atender Ed; Infelizmente, um zumbi encontra-se dentro do helicóptero e o ataca, causando-lhe a queda do helicóptero no meio do parque de lazer do shopping. O jogo aparentemente termina como Frank quedas de joelhos na derrota, não fazer nada para evitar o pequeno grupo de zumbis se aproximando dele. Isabela aparece e consegue salvar Frank do grupo de zumbis, e lhe diz que Frank está infectado pelo vírus e precisa trazer a Isabela um conjunto de itens que podem dar origem a uma cura (mais tarde, esse medicamento ganharia o nome de Zombrex). Depois de conseguir os itens, Isabela consegue compor um soro que impede que Frank se zumbifique por vinte e quatro horas. Para escapar do Shopping, Frank conta que, ao passar por perto da torre do relógio do shopping, onde o helicóptero bateu durante a queda, encontrou uma passagem para os esgotos.
Ao sair dos túneis, eles encontram Brock Mason, o líder das forças especiais, dirigindo um tanque, pretendendo destruir ambos, pois são testemunhas do incidente.
Ao destruir o tanque, Mason explica que ele liderou a operação de esterilização em Santa Cabeza, dizendo que a culpa era dos nativos. Mas ao se distrair, Frank vai em sua direção e lhe ataca, iniciando uma briga em cima do tanque. Mason cai em uma multidão de zumbis que estavam em volta do tanque, e após alguns segundos, Frank grita em pânico, encerrando a história.
O epílogo mostra que Frank e Isabela escaparam de Willamette, relatando o que aconteceu na cidade e em Santa Cabeza. O governo americano pediu desculpas ao país, Frank continuou como repórter, e Isabela foi forçada a trabalhar para uma empresa farmacêutica chamada Phenotrans, produzindo a vacina que ela deu a Frank, com o nome agora de Zombrex.
Final B (Falhe em um caso e retorne ao heliporto): Ed chega ao heliporto e escolta Frank. este pergunta se importa de levar mais "passageiros". Todos os sobreviventes resgatados são salvos e aparece um zumbi, vendo Ed e Frank voar.
Final C (Conclua todos os casos mas não fale com Isabela às 10 da manhã): Ed, em outro prédio, olha através de seus binóculos para ver se Frank fez. Ed não pode encontrá-lo e sugeriu que ele está morto. Enquanto isso, um zumbi furtivamente aparece por trás de Ed e o mata.
Final D (Conclua todos os casos e seja capturado pelos militares): Frank luta para sair do helicóptero das Forças Especiais, mas um deles levantou uma metralhadora na frente dele para detê-lo. O helicóptero voa para longe do shopping, com Frank como seu prisioneiro.
Final E (Falhe em um caso e não retorne à sala de segurança): Ed veio com o helicóptero, mas não conseguiu encontrar Frank. Ele estava prestes a sair, mas Otis entra e todos os sobreviventes. O helicóptero e deixa o shopping, enquanto um zumbi observa-os à esquerda.
Final F (Não colete todas as bombas de Carlito no Caso 7-2): As bombas destruíram o centro comercial, assim como Carlito havia planejado. A explosão envia os parasitas infecciosos na estratosfera, provocando uma pandemia a nível nacional.

## Jogabilidade
O jogo se passa em um enorme shopping center, infestado por zumbis, o personagem principal fica preso no shopping durante 3 dias. Controlado em 3ª pessoa, você pode fotografar, saltar, pegar objetos e utilizá-los (na maioria das vezes para acertar os zumbis) e deitar-se.
O herói, de acordo com o seu progresso, aumenta de nível (sendo 50 o nível máximo). A cada nível progredido, um atributo especial é dado (aleatoriamente).
Várias missões são propostas, algumas fazem parte da "busca principal", outras são opcionais, as quais trata-se principalmente de salvar uma ou mais pessoas e escoltá-las a pontos seguros.

### Objetos
Muitos objetos podem ser conseguidos, entre facas, armas, barra de ferros, caixas, entre outros que são usados nos ataques contra os zumbis. Garrafas e alimentos são utilizados para curar.

### Modos do jogo
O jogo disponibiliza três modos:
- Modo 72 horas: Frank tem três dias para resolver os mistérios dos zumbis. Esse é o modo principal do jogo.
- Modo Overtime: Um modo extra que é desbloqueado depois dos eventos do modo 72 horas. É desbloqueado ganhando a melhor pontuação, um "A" no final do modo principal.
- Modo Infinite: Um modo livre, no qual Frank deve se manter vivo o maior tempo possível.

### Comparação do tempo no jogo e o tempo real
| Dead Rising (tempo no jogo) | Tempo Real |
| --------------------------- | ---------- |
| 72 Horas                    | 6 Horas    |
| 48 Horas                    | 4 Horas    |
| 24 Horas                    | 2 Horas    |
| 6 Horas                     | 30 Minutos |
| 1 Hora                      | 5 Minutos  |
| 1 Minuto                    | 5 Segundos |

## Personagens principais
- Frank West: foto jornalista, protagonista do jogo. Frank tem a responsabilidade de mostrar ao mundo o incidente em Willamette, para resgatar sobreviventes do shopping, e frustrar os planos do "psicopata" Carlito.
- Carlito Keyes: pretende vingar os seus parentes e amigos, que alegadamente morreram em um incidente com zumbis em Santa Cabeza.
- Isabela Keyes: irmã mais nova de Carlito, juntamente com Frank tenta frustrar os planos de Carlito, tentando justificar as ações de seu irmão para o restante dos sobreviventes.
- Otis Washington: o zelador do Shopping. Otis é quem diz o que Frank deve fazer e para onde ir pelo comunicador.
- Russell Barnaby: o pesquisador que desenvolveu o vírus zumbi.
- Brad Garrison: agente de Defesa dos Estados Unidos que está tentando resgatar Barnaby, assim como Jessie, começa a confiar em Frank.
- Jessica McCarney: parceira de Brad, fica responsável pelas câmeras de segurança. Assim como Brad, começa a confiar em Frank.
- Brock Mason: o líder das Forças Especiais que liderou a operação de dizimação de Santa Cabeza.

No jogo, existem sobreviventes que tentaram te atacar, chamados psicopatas. dentre eles, existem:
- Adam, um palhaço que surtou com o incidente zumbi.
- Cletus, dono de uma loja de armas que impede que Frank use uma.
- Jo, uma policial sado masoquista.
- Cliff, um veterano da guerra do Vietnã que teve a família morta pelos zumbis.
- Sean, um líder de uma seita que escapou da prisão de Willamette.
- Paul, um piromaníaco.
- Steven, o dono do supermercado do shopping.
- Roger, Thomas e Jack: pai e filhos, respectivamente armados com rifles.
- Carlito, Isabela e Brock, que fazem parte da história, também são psicopatas.
- Larry, o açougueiro canibal.

## Problemas Legais
O grupo MKR, o qual possui os direitos do filme de 1978 Dawn of the Dead e de seu remake de 2004, enviou cartas para a Capcom, Microsoft e a Best Buy, citando que Dead Rising infringia as leis dos direitos reservados e uso da marca dos filmes. A Capcom reagiu dizendo que "Humanos contra zumbis num shopping center" é um conceito totalmente desprotegido pelas leis de copyright de hoje em dia.
Na Alemanha, pelos seus gráficos violentos o jogo foi rejeitado para a análise de classificação etária. Como a Microsoft não pública jogos de Xbox 360 na Alemanha que não tenham uma classificação etária, o jogo foi proibido no país.

## Recepção
Notas dadas ao jogo pelas avaliações de sites especializados.
- IGN: 8.3 de 10
- EGM: 7.5 de 10
- GameSpy: 4.5 de 5
- Game Informer: 9.25 de 10
- GameSpot: 8.4 de 10
- Edge: 8 de 10
- X-Play: 4 de 5

### Prêmios
- Design mais inovador para Xbox 360 (Pela IGN)
- Melhor jogo de ação/aventura de 2006 (Pela GameSpot)
- Melhor efeitos sonoros (Pela GameSpot)
- Melhor sistema de arquivamento de pontos do Xbox 360 (Pela GameSpot)
- Melhor jogo original de 2006 (Pela X-Play)

## Ligações Externas
- Site Oficial (em inglês)
- Página Oficial do jogo no Xbox Brasil
- Ficha do jogo no GameStart